# 담딘수렌 알탕게렐
담딘수렌 알탕게렐(몽골어: Дамдинсүрэн Алтангэрэл; 1945년 -  1998년)은 몽골의 교수이자 작가였다. 울란바토르에 거주했으며, 몽골 기술대학교에서 영어를 가르쳤다.
몇 개의 영어-몽골어 사전을 편찬했으며, 몽골의 전통문화에 관한 것들을 영어로 번역했다. 그는 1998년에 간암으로 사망했다.

## 작품
- 현대 몽골어-영어 사전(A Modern Mongolian-English Dictionary: Cyrillic), 1998, ISBN 978-9992921005